# Morong (Bataan)
Morong ist eine philippinische Stadtgemeinde in der Provinz Bataan. Sie hat 29.901 Einwohner (Zensus 1. August 2015). Im Osten und Nordosten der Gemeinde erstrecken sich der Bataan-Nationalpark und das Subic Watershed Forest Reserve an den Berghängen des Natib. 

## Baranggays
Morong ist administrativ in fünf Baranggays unterteilt:
- Binaritan
- Mabayo
- Nagbalayong
- Poblacion
- Sabang